# فريدي ويب
فريدي ويب هو مدرب كرة سلة ومقدم برامج إذاعية ولاعب كرة سلة وسياسي فلبيني، ولد في 24 نوفمبر 1942 في مانيلا في الفلبين. حزبياً، نشط في حزب نضال الفلبينيين الديمقراطيين. وقد انتخب عضو مجلس النواب في الفلبين.

## روابط خارجية
- فريدي ويب على موقع IMDb (الإنجليزية)
- فريدي ويب على موقع قاعدة بيانات الفيلم (الإنجليزية)
- فريدي ويب على موقع الاتحاد الدولي لكرة السلة (الإنجليزية)
- فريدي ويب على موقع سبورتس رفرنس (الإنجليزية)
- فريدي ويب على موقع أوليمبيديا (الإنجليزية)